# Polvo de Gallina Negra
Polvo de Gallina Negra fue un grupo de arte feminista fundado por las artistas visuales no objetuales Maris Bustamante y Mónica Mayer en 1983, este fue el primer grupo de esta naturaleza en México.
A lo largo de diez años, trabajaron realizando conferencias, textos, participaciones en medios de comunicación, performance en la calle, en museos y en la televisión, arte correo y, sobre todo –escribió al respecto Maris Bustamante—“crecimos mientras construíamos nuestras familias, nos divertimos muchísimo descubriendo que la realidad social y cultural es penetrable”.

## Contexto
Los setenta fueron años profundamente complejos social y políticamente, marcados por la crisis incitada por la matanza de Tlatelolco. En el campo del arte, la situación sociopolítica “define un lenguaje plástico que busca la estrecha relación entre el pueblo, la política y el arte”.
Luego del auge de la Generación de la Ruptura, en la década de los sesenta y setenta surgieron una serie de grupos artísticos en crítica abierta a esta corriente, al considerarla "elitista, apolítica y mercantilista". Dichos movimientos fueron conocidos como Los Grupos. Estas agrupaciones exploraron corrientes como el performance, el arte no objetual, y ocuparon soportes artísticos (objetos, fotocopias) y espacios de exhibición diferentes (calles, galerías alternativas).
En estos años, el movimiento feminista en México experimentó un renacimiento impulsado en su mayoría por mujeres universitarias, urbanas, de clase media y habitantes de la Ciudad de México. La primera organización feminista de esta segunda ola fue el Movimiento en Acción Solidaria (MAS, 1971). Surgieron luego el Movimiento Nacional de Mujeres (MNM, 1973) (en el que militó Ana Victoria Jiménez), el Movimiento de Liberación de la Mujer  (1974) (en el que militó Mónica Mayer), el Movimiento Feminista Mexicano (MFM) y la Coalición de Mujeres Feministas, misma que en 1976 coordinaba al MNM, MFM, La Revuelta y el Colectivo de Mujeres. Dentro de todas estas organizaciones participaron artistas que “aportaron con su creatividad en las pancartas de las marchas y con acciones”.
Específicamente, “en México, el surgimiento del fenómeno del arte feminista grupal deriva, por un lado del proceso crítico cultural, abierto por el movimiento de liberación de la mujer y su influencia sobre algunas artistas; por otro, como resultado del curso de arte feminista (1982-1984) impartido por Mónica Mayer en la Academia de San Carlos (ENAP-UNAM)”.
Así, como consecuencia de estos encuentros, se forman tres importantes grupos de arte feminista en México: Tlacuilas y retrateras (1983-1984) integrado por Ruth Albores, Consuelo Almada, Karen Cordero, Ana Victoria Jiménez, Lorena Loaiza, Nicola Coleby, Marcela Ramírez, Isabel Restrepo, Patricia Torres, Elizabeth Valenzuela y Mónica Mayer, cuyo proyecto visual más importante fue La Fiesta de Quince Años (1984); Bio-Arte (1983-1984) conformado por Guadalupe García, Laïta, Rose Van Lengen, Roselle Faure y Nunik Sauret, cuyas creaciones oscilaban entre la pintura, el diseño de moda, la performance y el grabado; y Polvo de gallina negra (1983-1993) cuyo trabajo gira en torno al cuestionamiento constante del rol de la mujer en México y la construcción de la imagen femenina en los medios de comunicación así como la denuncia de la violencia y el machismo.

## Polvo de Gallina Negra (PGN)
En el texto “Grupo Polvo de Gallina Negra 1983-1993” Maris Bustamante escribe que en el año de 1978 visitó el Museo de Arte Moderno en la Ciudad de México para ver la exposición Salón 77-78 Nuevas Tendencias y que la instalación de arte feminista “El Tendedero”, hecha por Mónica Mayer, la impresionó mucho. La pieza era un tendedero en el que colgaban papelitos en pinzas de madera en la que las espectadoras respondían a la pregunta “Como mujer, lo que más detesto de la Ciudad es…”, la respuesta fue apabullante: 
“al tener la oportunidad las mujeres hablaron en un museo sobre la violencia doméstica, la falta de respeto, el hostigamiento sexual y en general la discriminación clara y obvia que existe todavía en el sistema social mexicano. Esa fue la segunda vez que sentí el deseo de hacer algo artístico a través de una posición política feminista. La primera fue bastante dolorosa y fue cuando pude tomar distancia de los valores que aprendí en mi casa y entorno cultural inmediato, ya que como los valores eran tradicionales y verticales, decidí que por ser mujer, tenía que ayudarme para rebasar muchas trancas que hoy claramente definimos como de “procedencia de género”. Cuando empecé a trabajar conmigo y mi espectro de valores, entendí claramente que como yo, había millones”.
Luego, en 1980, a propósito de un viaje a Europa en el que hablarían de arte en México y lo que estaba sucediendo con diferentes grupos, Mónica Mayer y Víctor Lerma entrevistaron al No Grupo. De acuerdo con Maris Bustamante, “ahí fue cuando las piezas se juntaron y nos empezamos a hacer amigas, después muy amigas y al final, creo que además de cómplices, hoy puedo decir que la considero como una hermana”.
En un país de realidades atravesadas por una profunda guerra de clases, discriminación racial y valores legitimados desde la oligarquía, las mujeres seguían siendo excluidas y atacadas por el simple hecho de ser mujeres. A pesar de que se comenzaba a decir que las cosas habían cambiado, el control, la restricción y el sometimiento sustentado en estructuras patriarcales les seguía haciendo pagar precios muy altos. Si bien, Mayer y Bustamante tenían un poco más de opciones por pertenecer a la clase media, ellas sufrían ese control a través de chistes, ninguneos, humillación y exclusión.

Cuando decidieron que había llegado el momento de formar un grupo de arte feminista, invitaron como a sesenta amigas y conocidas, todas relacionadas con el medio artístico, al departamento de Mónica Mayer en la colonia Nápoles de la Ciudad de México. Con algunas de ellas ya habían hecho colaboraciones como fue la instalación colectiva para el Foro de la Mujer en el Festival de Oposición en diciembre de 1982 en la que Magali Lara, Rowena Morales, Maris Bustamante, Adriana Slemenson y Mayer realizaron una serie de camas para hablar de los roles sexuales tradicionales. Asimismo, a principios de 1983 Magali, Silvia Orozco, Carmen Boullosa y Mónica realizaron una serie de videos para la exposición de Rowena Morales "Cartas a esa monja" en el Museo Carrillo Gil. No obstante, la respuesta no fue la que esperaban:
“Todas las presentes decidieron no participar con nosotras, y fueron básicamente tres las razones que dieron para no formar parte del grupo: ‘el ser mujer no me acarrea ninguna consecuencia adversa en mi decisión de ser artista’, ‘no me interesa aceptar temáticas feministas para introducirlas en mis propuestas artísticas, sería una limitación’. En aquel tiempo la mayoría de las galerías y de los museos estaban organizados por varones, así que otra de las opiniones fue: ‘si ya de por si es difícil ser invitada a las galerías, el reconocerme públicamente como feminista complicaría las cosas’ (párr. 8)”. 
Al final, quedaron sólo Mónica Mayer, Maris Bustamante y la fotógrafa Herminia Dosal y el 21 de junio de 1983 fundaron el grupo “Polvo de Gallina Negra”. Al poco tiempo, Dosal dejó el grupo por no compartir ideas estéticas. Bustamante y Mayer continuaron con la idea y se constituyeron como únicas integrantes del grupo.

Los objetivos principales del grupo fueron:
1) Analizar la imagen de la mujer en el arte y en los medios de comunicación
2) Estudiar y promover la participación de la mujer en el arte y
3) Crear imágenes a partir de la experiencia de ser mujer en un sistema patriarcal, basadas en una perspectiva feminista y con miras a ir transformando el mundo visual para así alterar la realidad.
Respecto a la decisión del nombre, Maris Bustamante cuenta que varias fueron sus premisas:
“ya de por si nacer mujer en esta sociedad sigue siendo difícil; también deseábamos convertirnos en excelentes artistas visuales, la cosa se complicaba, ya que ese es un reto hasta para los hombres; y luego, para coronar nuestros deseos, el aceptarnos como artistas feministas en un país hundido en el machismo patriarcal, donde las mujeres son educadas para auto desaparecer, pues la situación presentaba grados de complejidad adicional. El Polvo de Gallina Negra es un polvo de color negro, que se vende muy barato en los mercados tradicionales y sirve para protegerte contra el mal de ojo. Así que desde el principio jugamos con el nombre que escogimos, ya que siendo artistas visuales, estábamos protegidas desde el principio contra todos los hechizos posibles en nuestra contra”.
La primera performance de Polvo de Gallina Negra, aún con Herminia Dosal, fue El respeto al derecho al cuerpo ajeno es la paz, realizada en una manifestación feminista en contra de la violencia hacia a las mujeres que tuvo lugar en el 7 de octubre de 1983 en el Hemiciclo a Juárez. Vestidas con trajes de brujas y alrededor de una olla, Dosal, Mayer y Bustamante prepararon una pócima para hacer mal de ojo a los violadores y repartieron al público el menjurje en sobrecitos. La receta fue publicada en la revista FEM y en una agenda feminista en 1984.
En 1984, organizaron Las mujeres artistas o se solicita esposa en la Biblioteca de México. Realizaron una instalación y una performance en torno al trabajo doméstico. Luego, bajo este mismo título y patrocinadas por la Dirección General de Promoción Cultural de la SEP, Bustamante y Mayer, ambas embarazadas, impartieron 36 conferencias performanceadas en diversos Conaleps y escuelas de educación media y superior por todo el Estado de México. En ellas, analizaban uso sexista de la imagen de la mujer en los medios y en el arte y mostraban la obra de diversas artistas jóvenes como Lourdes Grobet, Magali Lara o Ana Victoria Jiménez para así abrir la conversación respecto a temas que les interesaban como la educación de las niñas, la violencia a las mujeres, erotismo o trabajo doméstico. Mónica Mayer cuenta que “en más de una institución logramos que se prendieran los chavos y entraran en acaloradas discusiones”.
Participaron también en La fiesta de quince años con dos performances. La primera consistió en leer dos narraciones, una de corte romántico y otra de corte erótico, que giraban en torno a las fantasías amorosas de quinceañeras. La otra performance consistió en la lectura del primer manifiesto de arte feminista así como tres recetas de Polvo de Gallina Negra.
En 1987 se desarrolló ¡MADRES!, un proyecto visual que se llevó a cabo durante varios meses y que propuso borrar los límites entre lo que se considera o no arte, como una forma de integrar el arte y la vida ya que en ese momento la maternidad era la columna vertebral de experiencia de ambas artistas.
¡MADRES! constó de diversos subproyectos. El primero, fue una serie de envíos de arte correo a la comunidad artística, a la prensa y las feministas que abordaban aspectos varios de la maternidad desde la relación con nuestras propias madres, hasta un suceso imaginario en el futuro en el que nuestras descendientes lograban destruir el arquetipo de la madre. El proyecto se llamó Egalité, liberté, maternité.
Por otro lado, organizaron el Concurso Carta a mi madre, convocaron a todo el público a escribir una carta con todo lo que hubieran querido decirle a su madre pero no se habían atrevido. Llegaron casi 70 respuestas.
Otro de los eventos, consistió en una velada en una lectura de poesía respecto a la maternidad en la que participaron Perla Schwartz y Carmen Boullosa, entre otras.
Asimismo, como parte del proyecto, tanto Maris sola como en conjunto con Mónica, realizaron una serie de performances en el Museo Carrillo Gil, la Esmeralda, etc.
Maris Bustamante considera “que el performance de más impacto fue el que hicimos el 28 de agosto de 1987, en el programa de Televisa Nuestro mundo, dirigido y conducido por el periodista Guillermo Ochoa”. El programa era visto a nivel nacional ya que tenía formato mixto, entre noticias y barra de mujeres. Como parte de  ¡MADRES!, las artistas, una embarazada, Maris, y otra con panza de unicel, Mónica,  convirtieron a Guillermo Ochoa, gracias a una panza postiza, en ‘Madre por un día’ y lo coronaron ‘Reina del hogar’. El conductor siguió entusiasta la performance y hasta se tomó unas pastillas para las náuseas que Bustamente le facilitó.  Mayer también llevó a una muñeca de ventrílocuo con un parche en el ojo, misma que hacía referencia a la ‘mala madre’ televisiva, Catalina Creel de la novela “Cuna de lobos”. La performance fue grabada directo de la televisión y ha sido proyectada en distintos lugares. Se calcula que por la hora y el día, el programa lo hayan visto alrededor de 200 millones de espectadores.
El proyecto ¡MADRES! se realizó de manera paralela a una exposición de Mayer denominada Novela rosa o me agarró el arquetipo en el Museo Carrillo Gil.
Después de 1990 las actividades del grupo se hicieron esporádicas, siendo principalmente Mónica Mayer la que desarrolló propuestas o piezas para periódico como "Los premios Polvo de Gallina Negra", publicada en El Universal el 24 de diciembre de 1991. En el año de 1993, oficialmente, las dos integrantes dieron por terminadas las actividades del grupo.
A lo largo de diez años de trabajo, Polvo de Gallina Negra desarrolló una producción en la que sobresalen dos rasgos: el primero, el diálogo con la idiosincrasia mexicana, es decir, lo popular, el lenguaje, la imaginería; y el segundo, que se relaciona directamente con el primer rasgo, que es el uso del humor manifestado en los juegos de palabras, los dobles sentidos, etcétera. 

De acuerdo con Mónica Mayer: 
“aquí se trabaja con mucho sentido del humor y [...] hemos encontrado que ésta es la forma. El feminismo es un tema tan candente, y tan controvertido y tan difícil que si no utiliza el sentido del humor, la gente no te oye o te agrede. A través del sentido del humor, de la alegría en las manifestaciones, del chiste, de eso que es muy mexicano porque además se da en todos los ámbitos. A través de ese sentido del humor uno se puede comunicar”.

## Exposiciones
En 2022 y 2023 se presentaron las primeras exposiciones antológicas del Grupo Polvo de Gallina Negra: Polvo de Gallina Negra. Mal de ojo y otras recetas feministas que estuvo en el Museo Amparo, Puebla (2022), y en el Centro Nacional de Arte Contemporáneo en Santiago de Chile (2022), y la exposición 40 años de Polvo de Gallina Negra. Arte feminista en México que estuvo en el Museo Cabañas en Guadalajara (2023). Asimismo, obras del grupo han estado presentes en múltiples exposiciones sobre arte feminista mexicana e internacional, entre ellas Wack: Art and the Feminist Revolution (2007), Radical Women: Latin American Art 1960-1985 (2017),Cooking Cleaning Caring: Care Work in the Arts since 1960  en el Museo Josef Albers, Bottrop, Alemania (2023)y Acts of Creation on Art and Motherhood en el Arnolfini, Hayward Gallery Touring (2024).

## Obras
1983
- Fundación del primer grupo de arte feminista en México llamado Polvo de Gallina Negra. 
Junio, México, D.F.
- Participación del grupo en la Marcha Feminista contra la Violación.
Realización de acción plástico-política en el Hemiciclo a Juárez ante 1000 espectadores.
7 de octubre.
México, D.F.
(Acción plástico-política).
1984
- "De 3 en 3"
Programa de televisión de Patricia Berumen;
Canal 13, Imevisión.
con Ana Victoria Jiménez, sobre los Quince Años en la Mujer.
México, D.F.
(Entrevista y acción-performance).
- "A Brazo Partido"
programa de televisión de Martha de la Lama;
Canal 13, Imevisión.
México, D.F.
(Entrevista y acción-performance).
- "La Causa de las Mujeres"
Programa radiofónico en Radio Educación.
México, D.F.
(Entrevista)
- "Las Mujeres Artistas o Se solicita esposa"
Serie de 36 conferencias dadas en Conaleps y escuelas de educación media y superior por todo el Estado de México, patrocinadas por la Dirección General de Promoción Cultural de la SEP.
Estado de México.
(Conferencias-eventos con audiovisual).
- Primer Manifiesto de Arte Feminista.
Lectura de "Las Recetas del Grupo Polvo de Gallina Negra", en la clausura del evento de "Los Quince Años".
Escuela de San Carlos
Academia 22
México, D.F.
(Lectura del manifiesto).
- "Las Mujeres Artistas o Se solicita esposa"
Sobre el tema: El trabajo doméstico.
Con los grupos de arte feminista: Polvo de Gallina Negra y Tlacuilas y Retrateras.
Inauguración y Clausura.
Biblioteca de México.
México, D.F.
(Instalación plástica y performances).
1985
- Participación del Grupo Polvo de Gallina Negra en el video realizado y producido por Luis Vitale, sobre el Arte Feminista, para circularlo a nivel latinoamericano.
(Performance para video).
1987
- Magno proyecto: ¡Madres!
Este primer gran proyecto del grupo tuvo varios componentes. 
Concurso "Carta a mi madre".
(Siete envíos postales--Egalité, liberté, maternité--a 300 personalidades del medio intelectual mexicano: escritores, pintores, críticos y teóricos del arte)
2. Acciones plásticas (performance):
Madres I. Acciones en "La Esmeralda". Madres II. Madre por un día.
Performance por televisión, en el programa "Nuestro Mundo" de Guillermo Ochoa al cual se le nombró Madre por un Día y se le embarazó durante la emisión.
Madres III. Museo Carrillo Gil, conferencia-evento.
Madres IV. "Me fui a parir, gracias".
Auditorio de la Universidad Autónoma Metropolitana, Azcapotzalco
México, D.F.
(Performance)
1988
- Finaliza el proyecto ¡Madres! con el nacimiento de Neus Valencia García de Bustamante, la segunda hija de Rubén Valencia y Maris Bustamante.
1990
- "Tres Madres Para un Desmadre"
Tres participaciones del Grupo "Polvo de Gallina Negra" por el día de las Madres:
1. "Madre sólo hay una"
"Las mujeres brujas y madres"
29 artistas plásticos en la calle de Monte Albán, entre Caleta y Obrero Mundial en la colonia Narvarte.
Organizado por Dulce María López Vega y la Sociedad de Espectáculos.
(Instalación plástica)
2. "Performance gráfico para una madre" Museo de las Culturas Populares Coyoacán.
(Instalación plástica y objeto para ser colgado)
3. "Contra el arquetipo de la madre"
Programa de Patricia Berumen.Canal 7, Imevisión.
(Performance con hijas y madre mala)